# Risoluzione 2065 dell'Assemblea generale delle Nazioni Unite
La Risoluzione A/RES/2065 (XX) dell'Assemblea generale delle Nazioni Unite, adottata il 16 dicembre 1965, ha riconosciuto l'esistenza di una disputa di sovranità tra il Regno Unito e l'Argentina sulle Isole Falkland. Questa risoluzione ha riconosciuto che la questione delle Isole Falkland fa parte di una situazione coloniale che deve essere risolta alla luce di quanto espresso nella Risoluzione 1514 (XV), che ha stabilito l'obiettivo di eliminare tutte le forme di colonialismo. La risoluzione invita le parti a risolvere senza ritardo la controversia sulla sovranità, tenendo conto degli interessi degli isolani.

## Storia
Il 3 gennaio 1833, le forze britanniche espulsero le autorità argentine e la popolazione insediata nelle Isole Falkland e ne diedero inizio all'occupazione illegale, creando così una situazione coloniale speciale senza precedenti. Questa usurpazione segnò l'inizio del conflitto per la sovranità delle Isole Falkland.
Alla fine degli anni '50, l'Assemblea generale delle Nazioni Unite decise di promuovere un processo globale di decolonizzazione.
Il 14 dicembre 1960, la Risoluzione 1514 (XV) concernente la "Dichiarazione sulla concessione dell'indipendenza ai paesi e ai popoli coloniali" fu adottata con 89 voti favorevoli, nessuno contrario e 9 astensioni, quasi tutte provenienti da paesi colonialisti. Questo documento aprì la porta ai negoziati bilaterali tra Argentina e Regno Unito. In quattro punti (2, 4, 6 e 7) il testo richiama l'essenza del problema: il rispetto dell'autodeterminazione, dell'unità nazionale e dell'integrità territoriale. Ciò venne confermato l'anno successivo dalla Risoluzione 1654 (XVI), che creò quello che dopo la Risoluzione 1810 divenne noto come il "Comitato speciale dei Ventiquattro" per supervisionare il processo di decolonizzazione. In particolare, la questione delle Isole Falkland rientrava nella competenza della Sottocomitato III.
All'inizio della sessione del settembre 1964, alle delegazioni di entrambi i paesi fu consentito di partecipare ai dibattiti, ma senza diritto di voto. La tesi argentina è stata presentata dal consulente giuridico del Ministero degli Affari Esteri, José María Ruda, e quella britannica da Cecil King. Lo scambio di argomentazioni fu acceso e la maggior parte dei membri propendeva per la posizione dell'Argentina. Il Sottocomitato III ha redatto una relazione contenente le conclusioni delle discussioni, che contraddicevano punto per punto le argomentazioni del Regno Unito.
La Sottocomitato III ha adottato all'unanimità la relazione e l'ha inoltrata al Comitato speciale dei Ventiquattro. Anche in questo caso si è ripetuto l'argomento del passaggio precedente. Il Regno Unito ha tentato di portare la questione al centro dell'attenzione a livello bilaterale per impedire ulteriori discussioni sulla questione alle Nazioni Unite. Ancora una volta la diplomazia argentina ha vinto e anche i membri dell'organismo hanno accettato all'unanimità le conclusioni del rapporto ricevuto. La Siria ha presentato un'ulteriore mozione per far comparire la parola "Malvinas" accanto alle parole "Falkland Islands" in tutti i documenti ufficiali dell'organismo, che è stata approvata con 19 voti a favore, il Regno Unito contrario e due astensioni. Il nuovo rapporto venne poi trasmesso alla Quarta Commissione per le questioni coloniali dell'Assemblea generale per la discussione, dove sarebbe dovuto essere preso in considerazione l'anno successivo.
In seguito all'adozione del progetto di risoluzione con 87 voti a favore e 13 astensioni, il 16 dicembre 1965 l'Assemblea generale adottò la Risoluzione 2065 (XX) sulla base del rapporto della Quarta Commissione con 94 voti a favore, nessuno contrario e 14 astensioni. Il testo propone formalmente che i due governi conducano negoziati sulla sovranità in conformità con i punti sopra menzionati del rapporto della Sottocomitato III. In sostanza, stabilisce che le Isole Falkland non possono essere decolonizzate sulla base del principio di autodeterminazione e invita entrambe le parti a riferire al Comitato speciale dei Ventiquattro e all'Assemblea generale sui progressi dei negoziati.
Dopo l'adozione della Risoluzione 2065, il Regno Unito tentò di includere un riferimento esplicito al diritto all'autodeterminazione in quella che poi divenne la Risoluzione 40/21 del 27 novembre 1985, ma l'Assemblea generale delle Nazioni Unite la respinse categoricamente. Il motivo è semplice: a differenza dei soliti casi di colonialismo, cioè della sottomissione di un intero popolo da parte di una potenza europea, la questione delle Isole Falkland comporta lo spostamento di una parte del suo territorio e della sua popolazione da parte di un giovane stato indipendente da parte della potenza coloniale più potente del momento.

## Votazione
Il risultato della votazione è stato il seguente:
Favorevoli: Brasile, Bulgaria, Birmania, Burundi, Repubblica Socialista Sovietica Bielorussa, Camerun, Repubblica Centrafricana, Ceylon, Cile, Cina, Colombia, Congo (Brazzaville), Congo (Repubblica Democratica del), Costa Rica, Cuba, Cecoslovacchia, Dahomey, Repubblica Dominicana, El Salvador, Etiopia, Gabon, Ghana, Grecia, Guatemala, Guinea, Haiti, Honduras, Ungheria, India, Iran, Iraq, Irlanda, Israele, Italia, Costa d'Avorio, Giamaica, Giappone, Giordania, Kenya, Kuwait, Libano, Liberia, Libia, Lussemburgo, Madagascar, Malawi, Malesia, Maldive, Mali, Mauritania, Messico, Mongolia, Marocco, Nepal, Nicaragua, Niger, Nigeria, Pakistan, Panama, Paraguay, Perù, Filippine, Polonia, Romania, Ruanda, Arabia Saudita, Senegal, Sierra Leone, Somalia, Spagna, Sudan, Siria, Thailandia, Togo, Trinidad e Tobago, Tunisia, Turchia, Uganda, Repubblica Socialista Sovietica Ucraina, Unione delle Repubbliche Socialiste Sovietiche, Repubblica Araba Unita, Repubblica Unita di Tanzania, Alto Volta, Uruguay, Venezuela, Yemen, Jugoslavia, Zambia, Afghanistan, Algeria, Argentina, Austria, Belgio, Bolivia.
In totale, l'87 % dei membri dell'ONU ha votato a favore di questa risoluzione.
Contro: Nessuno.
Astensioni: Canada, Danimarca, Finlandia, Francia, Islanda, Paesi Bassi, Nuova Zelanda, Norvegia, Portogallo, Sudafrica, Svezia, Regno Unito, Stati Uniti, Australia.
Assenti: Nove paesi.

## Risoluzione 2065 (XX)
La risoluzione 2065 (XX) afferma chiaramente quanto segue: in primo luogo, esiste una disputa sulla sovranità delle Isole Falkland; in secondo luogo, questa controversia è tra due parti, e soltanto due, vale a dire i governi della Repubblica Argentina e del Regno Unito; in terzo luogo, questa controversia deve essere risolta attraverso negoziati tra i due governi, e questo è l'unico modo per porre fine a una situazione coloniale; in quarto luogo, entrambe le parti devono tenere conto, nel ricercare questa soluzione, degli interessi della popolazione delle Isole Falkland, il che esclude l'applicazione del principio di autodeterminazione. Vale la pena ricordare che nel 1985 l'Assemblea generale prese una posizione chiara in merito, quando respinse due emendamenti britannici volti a includere questo principio nella relativa bozza di risoluzione.
La risoluzione 2065 (XX) dell'Assemblea generale esclude l'applicazione del principio di autodeterminazione alle Isole Falkland perché, se si ammette l'esistenza della controversia sulla sovranità, l'applicazione del paragrafo 2 della risoluzione 1514 (XV) contrasta con il paragrafo 6, poiché concedere l'autodeterminazione agli abitanti delle isole significherebbe violare l'integrità territoriale della Repubblica Argentina. Inoltre, il riferimento agli "interessi" della popolazione, e non ai suoi "desideri", contenuto nella risoluzione 2065 (XX), conferma che il diritto all'autodeterminazione non è applicabile alle Isole Falkland, poiché la popolazione è britannica, vi è stata trapiantata allo scopo di fondarvi una colonia e non è mai stata sottomessa o conquistata da una potenza coloniale, come richiesto dalla risoluzione 1514 (XV). Il Regno Unito ha violato l'integrità territoriale della Repubblica Argentina occupando con la forza parte del suo territorio e trasferendo poi la propria popolazione sulle isole. Il diritto all'autodeterminazione si applica ai popoli diversi da quelli della potenza coloniale, che sono vittime dell'oppressione, del dominio e dello sfruttamento straniero. Il diritto all'autodeterminazione non può essere concesso a una popolazione che non possiede legalmente il territorio. Poiché gli isolani furono deliberatamente reinsediati dalla potenza coloniale per servire i propri interessi, non costituiscono una terza parte in questo conflitto. La popolazione ebbe origine dall'occupazione delle Isole Falkland da parte della potenza coloniale nel 1833, che espulse le autorità legittime e la popolazione argentina originaria sostituendoli con sudditi britannici, prima di imporre una politica migratoria discriminatoria che impedì il ritorno degli argentini che originariamente vivevano lì e il successivo insediamento di cittadini argentini. Per questo motivo gli isolani non sono un popolo nel senso giuridico del termine. Pertanto la questione delle Isole Falkland riguarda un territorio colonizzato e non un popolo colonizzato .
Nel paragrafo 6 della risoluzione 1514 (XV), l'Assemblea generale dichiara che "qualsiasi tentativo mirante alla distruzione parziale o totale dell'unità nazionale e dell'integrità territoriale di qualsiasi paese" –in questo caso la Repubblica Argentina– "è incompatibile con gli scopi e i principi della Carta delle Nazioni Unite". Nella questione delle Isole Falkland, di fronte all'attacco dell'azione imperialista del XIX secolo alla sovranità e all'integrità territoriale di una repubblica indipendente, l'Argentina, riconosciuta dallo stesso Regno Unito, il principio dell'integrità territoriale prevale su quello dell'autodeterminazione.
In sintesi:
- È stata riconosciuta l'esistenza di una disputa sulla sovranità delle isole tra Argentina e Regno Unito.
- La risoluzione 1514 si applica al territorio (non alla popolazione) delle Isole Falkland.
- Il diritto all'autodeterminazione non si applica alla popolazione delle Isole Falkland.
- Si è consigliato al Comitato speciale di invitare entrambe le parti a negoziati che tengano conto degli interessi (non dei desideri) degli isolani.